# Anopsicus lewisi
Anopsicus lewisi är en spindelart som beskrevs av Willis J. Gertsch 1982. Anopsicus lewisi ingår i släktet Anopsicus och familjen dallerspindlar.
Artens utbredningsområde är Jamaica. Inga underarter finns listade i Catalogue of Life.